# Ponte di Nanchino
Il ponte di Nanchino (in cinese: 南京长江大桥; in cinese semplificato: Nánjīng Chángjiāng Dàqiáo) è un ponte a due piani, stradale e ferroviario, che attraversa il Fiume Azzurro all'altezza di Nanchino, in Cina. Inaugurato nel 1968, è stato il primo ponte della città, il secondo di tutto il Fiume Azzurro dopo il ponte di Wuhan.

## Storia

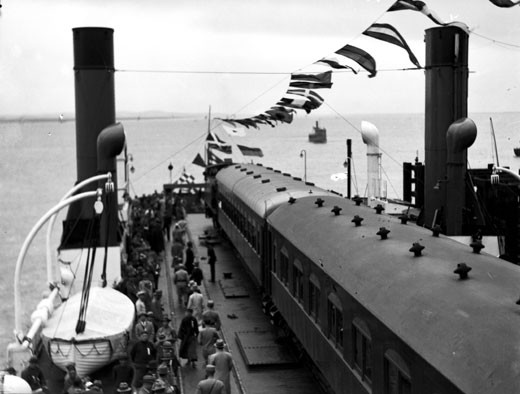
Anni '30. Un convoglio ferroviario attraversa il Fiume Azzurro per mezzo di un traghetto.

Per secoli il Fiume Azzurro ha rappresentato un notevole ostacolo naturale, rendendo difficoltosi i collegamenti tra nord e sud della Cina. I primi tratti ferroviari cinesi costruiti a inizio '900 erano divisi dalle acque del Chang Jiang, che costringeva i convogli ferroviari ad attraversarlo su dei battelli. Terminata la ricostruzione del tratto settentrionale e meridionale della ferrovia Pechino- Shanghai, distrutta durante l'occupazione giapponese, la realizzazione di un ponte che unisse i due tronconi diventò una delle priorità della Cina comunista di Mao.
La costruzione del ponte iniziò nel 1960, circa 2 anni e mezzo anni dopo il completamento del ponte di Wuhan, al tempo primo e unico attraversamento del Fiume Azzurro. A differenza di questo ponte, costruito anche con il supporto di ingegneri sovietici, il ponte di Nanchino è stato il primo ponte di grandi dimensioni progettato e realizzato esclusivamente con ingegneri e manodopera cinese. La costruzione del ponte durò complessivamente 8 anni, concludendosi alla fine del 1968, in piena rivoluzione culturale. Al suo completamento, era il più grande ponte a doppio piano, stradale e ferroviario del mondo.
Fino al 2001, alle soglie dell'impetuoso sviluppo economico cinese, è stata l'unica infrastruttura che attraversava il Fiume Azzurro all'altezza della città, e per oltre 40 anni, fino all'apertura del ponte di Dashengguan, 20 km più a monte, è stato l'unico attraversamento ferroviario della città. Nanchino oggi conta altri 3 ponti e altrettanti tunnel che uniscono le due rive dello Yangtze. Tra il 2017 e il 2018 il ponte è stato sottoposto ad importanti lavori di restauro.
Come il Golden Gate Bridge, il ponte è diventato tristemente noto per essere teatro di oltre 2000 casi di suicidio, tanto che spesso è presidiato da Chen Si, un uomo che cerca di dissuadere dai loro propositi le persone in procinto di compiere l'estremo gesto.

## Descrizione
Si tratta di un ponte a capriata che nella sua parte centrale misura 1576 metri; aggiungendo le rampe, il ponte ferroviario misura in totale 6772 metri, mentre quello stradale 4588 metri. Il piano ferroviario si trova ad un'altezza di 24 sopra il livello del fiume, mentre la larghezza complessiva del ponte è di circa 20 metri.
Il ponte possiede 9 piloni, distanti tra loro circa 160 metri. L'altezza del piano stradale, invece, si trova a circa 70 metri d'altezza. Il ponte consta di due binari ferroviari al primo piano, mentre il secondo piano ospita le quattro corsie (due per senso di marcia) del piano stradale, affiancate da due marciapiedi larghi 2 metri.
Alle estremità del ponte sono presenti delle piattaforme di osservazione ed enormi statue che raffigurano operai, contadini, soldati, studenti e uomini d'affari, ovvero i protagonisti della rivoluzione culturale. Ogni giorno il ponte, che congiunge i distretti di Pukou e Gulou è percorso mediamente da 80.000 veicoli e 200 treni.